# Huu-ay-aht

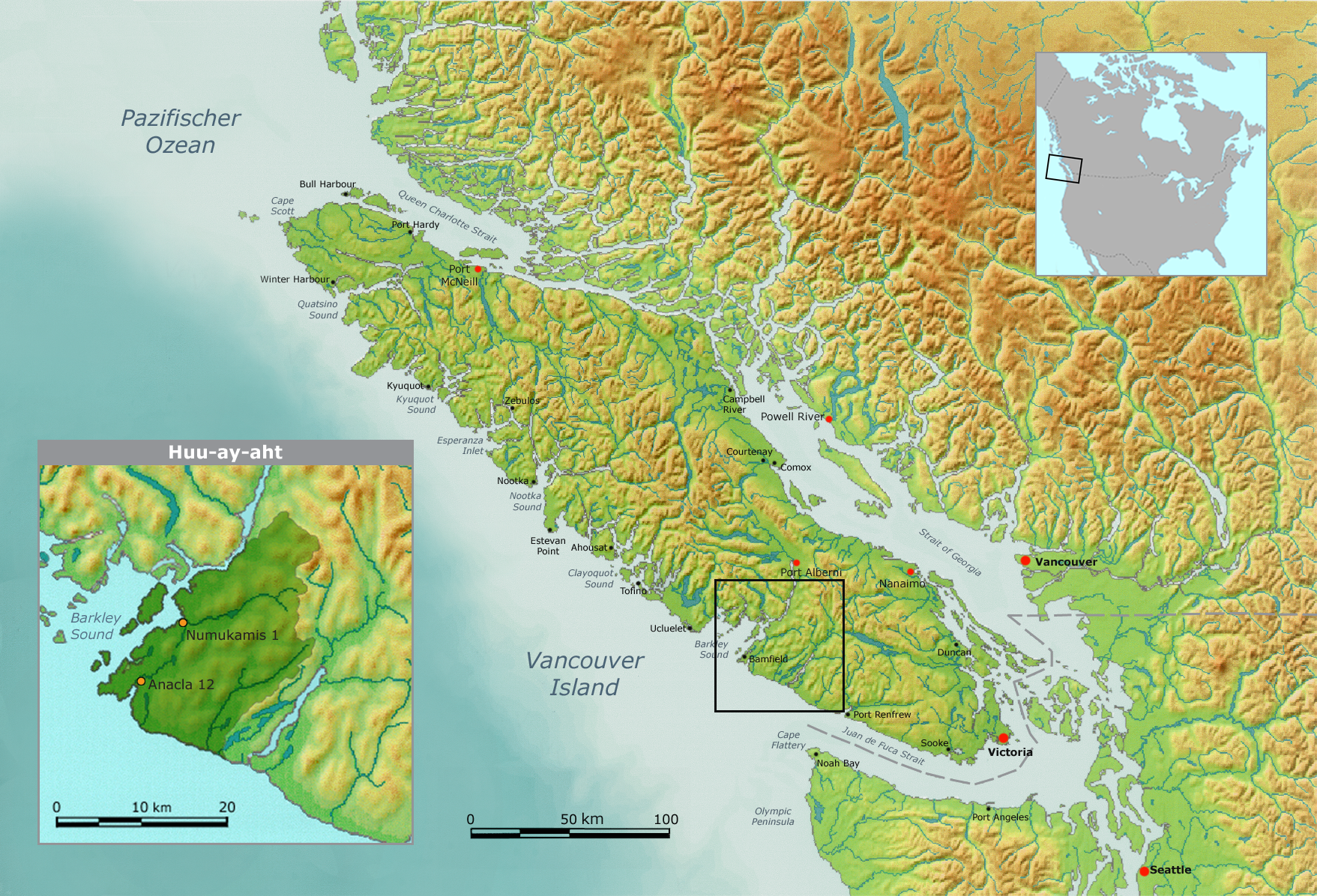
Traditionelles Territorium der Huu-ay-aht und heutige Reservate

Die Huu-ay-aht oder Ohiaht sind nordamerikanische Indianer und bezeichnen sich selbst als Huu-ay-aht First Nation. Sie leben auf der Vancouver-Insel vor der Westküste Kanadas. Sie sprechen Wakash und gehören zu den Nuu-chah-nulth. Gegenüber der Regierung werden sie vor allem durch den Nuu-chah-nulth Tribal Council vertreten, haben sich aber auch zur Maa-nulth-Gruppe zusammengefunden, die aus fünf Nuu-chah-nulth-Bands besteht. 
Die Huu-ay-aht verteilen sich auf dreizehn Reservate im Barkley Sound, doch lebt der überwiegende Teil der über 670 Mitglieder nicht im Reservat.

## Geschichte

### Mythologische Anfänge
Für die Huu-ay-aht gibt es keine Erinnerung an die Zeit vor der Einwanderung. Das erste Menschenpaar kam vom Himmel, der erste Mann hieß Nutchkoa. Auf den Pfählen der Region erscheint Nutchkoa, wobei zu dieser Zeit die Bewohner teils Menschen teils Vögel waren. Die erste Frau hieß Ho-miniki, kam vom Mond und heiratete einen der wichtigsten Vorfahren, Shewish.

### Huu7ii
Die älteren Schnitzarbeiten und Pfähle entstanden um 1860 in Kiix?in (gespr. "kie-hin"), nach der Überlieferung, um den Besuchern, vor allem den Makah, einen Willkommensgruß zu entrichten. Diese Pfähle schmücken heute den Eingangsbereich des Royal British Columbia Museum in Victoria.
Huu7ii war der ursprüngliche Wohnort der Huu-ay-aht. Der verlassene Ort ist wohl der einzige, an dem die großen Schnitzarbeiten eines Nuu-chah-nulth-Stammes am Ort verblieben sind. Daher überlegen die Huu-ay-aht, ob die Stätte nicht touristisch erschlossen werden soll. Unterstützt werden sie dabei vom Historic Sites and Monuments Board of Canada. Die Ausgrabungen von 2004 bis 2006 fanden in Haus 1 statt, einem Langhaus von 35 m Länge. Die Funde deuten darauf hin, dass hier bereits um 500 n. Chr. eine Siedlung bestand. Das Haus selbst ist wohl zwischen 1100 und 1300 erbaut worden und wurde vor 1600 verlassen. In einer Erhöhung nahe der Siedlung fanden sich Artefakte aus der Zeit zwischen 3.000 und 1.000 v. Chr. Der überwiegende Teil der fast tausend Artefakte besteht aus den Überresten von Fischen und Meeressäugern.

### Reservat
Das größte Reservat ist Numukamis 1 (422,9 ha) im Barkley Sound, genauer in der Numukamis-Bucht. Die Reservatsgebiete liegen unweit Bamfield, wobei die Pachena Bay mit ihrem Campingplatz eine gewisse wirtschaftliche Bedeutung im Ökotourismus gewonnen hat. Außerdem leben hier, im Reservat Anacla 12, die meisten Huu-ay-aht. Insgesamt umfassen die Reservate rund 850 ha, in denen allerdings im April 2010 nur 98 Huu-ay-aht lebten, 33 weitere lebten in anderen Reservaten, der weitaus überwiegende Teil (545) lebte außerhalb der Reservate. Insgesamt zählte der Stamm 676 Mitglieder.
Häuptling (chief) ist Robert Dennis Sr., der von vier Councillors beraten wird.

### Nationalpark
Als 2001 der Pacific-Rim-Nationalpark eingerichtet wurde, übernahmen die an den West Coast Trail angrenzenden Stämme die Pflege des anspruchsvollen Wanderpfades. Die zu diesem Zweck eingerichtete Quu’as-Partnerschaft, ein corporate joint venture der Pacheedaht, Ditidaht und Huu-ay-aht mit Parks Canada, erschließt und erhält den Pfad, wobei Arbeitsplätze entstanden sind, limitiert aber streng den Zugang auf nur wenige Besucher pro Tag.

## Heutige Situation
Die Rückgewinnung der natürlichen und kulturellen Ressourcen steht, wie bei allen Nuu-chah-nulth, vielleicht bei allen First Nations, im Vordergrund. Dazu ein Beispiel: Der durch Holzeinschlag stark geschädigte Sarita River, das „Herz des Volkes“, soll wiederhergestellt werden. Dabei geht es vor allem um die einstige Bedeutung für den Lachs. Dazu sollte ein Projekt in Zusammenarbeit mit Weyerhaeuser ein Gebiet mit altem Baumbestand schützen, in dem sich so genannte Culturally Modified Trees befinden, Bäume, an denen sich Bearbeitungsspuren vergangener Generationen finden. Der übrige Bestand soll verkauft werden, aus den Gewinnen ein Wiederherstellungsprogramm für den Sarita River finanziert werden. Eines der Häuser (Quaksweaqwul) in Kiix7in, konnte auf die Zeit um 1835 datiert werden.

### Maa-nulth-Vertrag
2006 schlossen die fünf Gruppen der Maa-nulth First Nations, zu denen neben den Huu-ay-aht die Yu-cluth-aht die Toquaht und die Ka:'yu:'k't'h'/Che:k'tles7et'h' sowie der Uchucklesaht Tribe gehören, mit der Provinz British Columbia und dem Staat Kanada ein Abkommen über die Landrechte, das Maa-nulth Final Agreement.
Mit diesem Abkommen, das rund 250 km² Land betrifft, haben sich die Beteiligten auf Nutzungsrechte und -pflichten geeinigt. Für dieses Land haben die First Nations gesetzgeberische Gewalt und es wird genau festgelegt, wann Provinz- oder Bundesrecht diese Gesetzesgewalt bricht. Darüber hinaus wurden Landbezirke festgelegt, die die Maa-nulth-Stämme erwerben dürfen und die dann dem gleichen Recht unterliegen. Insgesamt erhalten sie damit alle Rechte an den Bodenschätzen und den Wäldern. Zugleich dürfen sie Jagd und Fischfang verbieten. Spätestens 10 Jahre nach Inkrafttreten des Vertrags müssen die beteiligten Bands einen Direktor zum Board der beiden Distrikte von Port Alberni und Comox entsandt haben. Zusätzlich sichert die Regierung Transfers im Umfang von 21,6 Millionen CAD zu, insgesamt rund 73 Millionen CAD; für Nutzungsrechte an ihren Ressourcen 380.000 bzw. 1,2 Millionen CAD pro Jahr.
Auf ihrem Land dürfen die fünf Gruppen Steuern einziehen, müssen allerdings die Mitbestimmung der nicht ihren Gruppen angehörenden Siedler zulassen. Zusätzlich dürfen die beteiligten Gruppen alle Maßnahmen zum Schutz ihres Kulturerbes treffen. Das betrifft auch Kulturgüter, die sich in den Sammlungen des Royal British Columbia Museum, des Canadian Museum of Civilization und von Parks Canada befinden.
Schließlich verlieren nach einer Übergangszeit alle Bestimmungen des Indian Act ihre Gültigkeit. 2008 sollte die Ratifizierung durch die Bundesregierung erfolgen, die fünf Stämme und die Provinzregierung hatten dies bereits getan. Im März 2009 traten die Huu-ay-aht von einem letzten Gerichtsverfahren um Fischereirechte zurück, unterzeichneten am 9. April ihr Einverständnis und im Juni ratifizierte die Bundesregierung den Vertrag.